# Philibert I. (Savoyen)

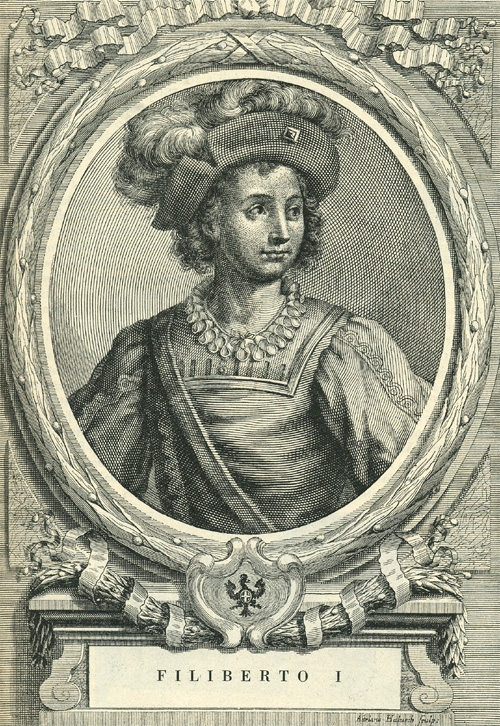
Philibert I.

Philibert I., genannt der Jäger, (* 7. August 1465 in Chambéry; † 22. September 1482 in Lyon) war formal 1472–1482 Herzog von Savoyen, starb jedoch noch minderjährig unter der Vormundschaft seines Großonkels Franz von Savoyen.
Philibert war der Sohn von Herzog Amadeus IX. und Jolanthe von Valois, der Schwester des französischen Königs Ludwig XI., die für den sechsjährigen Philibert nach dem Tod seines Vaters im Jahre 1472 die Regentschaft übernahm. Um die Beziehungen zum mächtigen Nachbarn Mailand zu fördern, verheiratete Jolanthe ihren Sohn im Jahre 1476 mit 11 Jahren mit Bianca Maria Sforza, Tochter des Herzogs Galeazzo Maria Sforza. Savoyen geriet zu dieser Zeit jedoch in eine tiefe Krise, als die Schweizer Eidgenossen 1475 das Waadtland an sich rissen und Herzog Karl der Kühne von Burgund Jolanthe 1476 bei Genf entführte (siehe Burgunderkriege). König Ludwig XI. gelang es allerdings, sie wieder frei zu bekommen. Sie starb jedoch bereits 1478. Neuer Vormund des nun 13-jährigen Herzogs wurde sein Großonkel Franz von Savoyen, der Bischof von Gent.
Philibert wuchs unterdessen heran, beschäftigte sich allerdings hauptsächlich mit Festen und Jagden, woher denn auch sein Beiname stammt. Ludwig XI. versuchte diese Situation zu nutzen und seinen Einfluss auf Savoyen zu stärken. Philibert starb dann kinderlos bereits im Alter von 17 Jahren, sodass die Herrschaft auf seinen mit 14 Jahren ebenfalls noch unmündigen Bruder Karl I. überging. Philiberts Witwe Bianca Maria heiratete später den deutschen König Maximilian I., der sich 1508 mit päpstlicher Genehmigung zum „erwählten römischen Kaiser“ ernannte.